# Sunlight (Lied)
Sunlight ist ein Lied des irischen Sängers Nicky Byrne. Er hat mit diesem Lied Irland beim Eurovision Song Contest 2016 repräsentiert.

## Hintergrund und Veröffentlichung
Nicky Byrne wurde am 7. Januar 2016 als der Vertreter für Irland beim ESC 2016 intern vom Sender RTÉ ausgewählt. Am 13. Januar 2016 wurde das Lied Sunlight, mit dem er antreten wird, veröffentlicht. Ein Musikvideo zum Lied wurde auf YouTube am selben Tag veröffentlicht.
Am 21. Februar 2016 trat der Sänger mit dem Lied beim ukrainischen Vorentscheid zum Eurovision Song Contest 2016 mit Sunlight auf.
Byrne ist mit der Startnummer 7 im zweiten Halbfinale aufgetreten, um sich für das Finale zu qualifizieren.